# Искендерова, Джавахир Аллахверди гызы
Джавахир Аллахверди гызы Искендерова, также известная как Джавахир Искендерова (азерб. Cəvahir Allahverdi qızı İsgəndərova, 3 марта 1914, Тифлис — 4 октября 2003, Баку) — азербайджанская театральная актриса. Заслуженная артистка Азербайджанской ССР (1954). Одна из основательниц Азербайджанского государственного театра юного зрителя (Баку).

## Жизнь и карьера
Родилась 3 марта 1914 года в Тбилиси. Училась в женской школе в Баку. С раннего возраста была участницей драмкружка. В 1927 году сыграла роль Анны в спектакле «Буря» Лятифа Керимли. С этого дня её карьера была связана с Театром юного зрителя, где она была одной из учредительниц.
Искендерова была замужем за народным артистом Азербайджанской ССР, актёром Алиагой Агаевым. У пары было двое детей, сын и дочь. После рождения детей Искендерова ушла из театра, чтобы заботиться о семье. Её сын Вагиф Агаев долгое время работал режиссёром в Музыкальном театре.